# الكلية التقنية الهندسية (المسيب)
هي إحدى تشكيلات هيئة التعليم التقني، وهي إحدى كليات جامعة الفرات الأوسط التقنية وقد تم استحداثها في عام 1998 وذلك لسد حاجة المجتمع المتنامية لاختصاصات نوعية غير متوفرة في أقرانها من كليات الجامعات العراقية. تهدف الكلية إلى إعداد كوادر تقنية وملاكات متقدمة بمستوى بكالوريوس تقني مؤهل أكاديمياً وعلمياً في التعامل مع التقنيات الحديثة، هذا فضلاً عن إعداد ملاكات بمستوى الماجستير لغرض مواكبة التطور العلمي واستكمال عملية البناء الأكاديمية في تخصصات الهيئة.
وتضم الكلية اختصاصين هما الاختصاص الهندسي والاختصاص الزراعي.

## نبذة عن الكلية
تقع في محافظة بابل / قضاء المسيب، تأسست عام 1998 بأربع أقسام علمية وبما لايزيد عن (65) طالباً، وفي العام 1999 تم افتتاح الدراسة المسائية وللأقسام الهندسية فقط وقد بلغ عدد الطلبة لعام 2009 (1100) طالباً. وتمنح الكلية شهادة البكالوريوس التقني في الهندسة وبكالوريوس علوم زراعية كل حسب اختصاصه والكلية تقبل خريجي الدراسة الإعدادية للفرع العلمي وكذلك الطلبة المتفوقين في المعاهد التقنية.

## رسالة الكلية
تلتزم الكلية التقنية/ المسيب بأعداد مهنين وباحثين في مجالي الهندسة والزراعة قادرين على الإسهام في تطوير قطاعي الهندسة والزراعة ومواكبة التطورات العلمية العالمية من خلال التطوير المستمر للبرامج التعليمة وأدوات البحث العلمي والحفاظ على البيئة وتبني البرامج التي تهدف إلى تنمية المجتمع.

## قوانين الكلية
•	يطبق التقويم الجامعي الموحد المعمول به في مؤسسات التعليم العالي على الدراسة في الجامعة.
•	تنقسم السنة الدراسية إلى فصلين لا تقل مدة كل منهما عن خمسة عشر اسبوعاً يكون بينهما عطلة لمدة اسبوعين وامتحاناً واحداً لكل فصل وتختم السنة الدراسية بأمتحان نهائي، وتعين مواد الدراسة وتعدل بقرار من مجلس الجامعة.
•	يقبل في أقسام الكلية خريجوا الدراسة الاعدادية – الفرع العلمي فقط بالنسبة للاختصاصات العلمية وخريجو التعليم المهني بما يناظره في الاختصاصات القائمة في أقسام الكلية.
•	مدة الدراسة الاولية في كليات الجامعة (4) سنوات في الاقل، يمنح الطالب بعد اجتيازها بنجاح شهادة البكالوريوس التقني في حقل الاختصاص وتمنح خريجي الدراسات العليا فيها شهادات الماجستير التقني والدكتوراة التقني في حقل الاختصاص، بعد اكمالهم المدة التي تتطلبها الدراسة.

## عمادة الكلية
وقد تعاقب على عمادة الكلية منذ تأسيسها وحتى اليوم كل من:
1- السيد علي خليل إبراهيم 1998 – 2000
2- الدكتور احمد محمد خلف 2000 – 2001
3- السيد علي خليل إبراهيم 2001 - 2003
4- الدكتور حميد كاظم عبد الأمير 2003 – 2013
5- الدكتور عبد الله ضايع عاصي 2013-2016
6- الدكتور عماد حامد هويدي 2016- 2018
7 . الدكتور حسام علي محمد 2018 -2019 
8. الدكتور مكي جعفر محمد الوائلي 2019 - 2021 
9. الأستاذ المساعد الدكتور علي حسن علي وادي  

## الرؤيا المستقبلية للكلية
مواكبة التطورات العلمية الحديثة في برامج التعليم لمراحل البكالوريوس والماجستير والدكتوراه وتوجيه البحث العلمي وتطويره والاستفادة من الإمكانات المتاحة وتوفير الموارد المطلوبة وتوظيف الطاقات البحثية للكلية وما تتوصل اليه من تقنيات قابلة للتطبيق في خدمة قطاعي الهندسة والزراعة.

## القيم الأساسية
1-الاحترام لجميع الإطراف والجهات المعنية بأنشطة وبرامج وخدمات الكلية
2- الحرية الأكاديمية والبحثية المسؤولة وحرية التعبير وتبادل الآراء ووجهات النظر والأفكار
3- المبادرة والإبداع في التحديث المستمر لأساليب التعليم والبحث العلمي وخدمة المجتمع
4- الالتزام المستمر وبذل الجهد والوقت والفكر نحو تحديث طرق التعليم
5- العمل بروح الفريق الواحد من خلال التدريس المشترك وإجراء البحوث العلمية
6- العدالة والمساواة في بناء وتدعيم علاقات التعاون والمساهمة المشتركة الأطراف العملية التعليمية
7- الاستدامة التي تضمن الاستقلال المؤسسي من خلال دعم الأنشطة التي توفر مصادر تمويلية إضافية
8- الحوكمة من خلال مشاركة الجميع في الرقابة

## مدخلات الكلية
تستقبل الكلية الطلبة الخريجين من القنوات الاتية:
1. خريج الفرع العلمي وبمعدلات تتراوح من (75 – 85 %) للتخصصات الهندسية على ان تكون مجموع درجات مادتي الرياضيات والفيزياء لا تقل عن 160 درجة و (65- 75 %) للتخصصات الزراعية.
2. خريجي (10 % الأوائل) من المعاهد التقنية وضمن مدخلات الأقسام العلمية القائمة في الكلية.
3. الأوائل على القطر من خريجي الفرع المهني (الصناعي والزراعي).

## الشهادة التي تمنحها الكلية
تقدم الكلية شهادة البكالوريوس التقني في تقنيات التخصصات الزراعية والتخصصات الهندسية وشهادة الماجستير والدكتوراه التقني في تقنيات التخصصات الزراعية.

## الأقسام العلميـة
1 . تقنيات الإنتاج النباتي تأسس عام 1998–1999
2 . تقنيات الإنتاج الحيواني تأسس عام 1998–1999
3 . هندسة تقنيات القدرة الميكانيكية تأسس عام 1998–1999
4 . هندسة تقنيات المكائن والمعدات تأسس عام 1998–1999
5 . هندسة تقنيات القدرة الكهربائية تأسس عام 1999–2000
6. تقنيات التربة والمياه تأسس عام 2007–2008
7. تقنيات المقاومة الإحيائية تأسس عام 2007–2008
8. هندسة تقنيات البناء والإنشاءات تأسس عام 2015–2016

## قسم هندسة تقنيات البناء والإنشاءات
يهدف قسم هندسة تقنيات البناء والانشاءات إلى منح شهادة البكالوريوس التقني وتخريج ملاكات هندسية تقنية (مهندس تقني) لها القابلية على تصميم وتنفيذ وصيانة كافة مشاريع الهندسة المدنية وإجراء البحوث العلمية في مختلف التخصصات المدنية مع التركيز على البحوث التطبيقية بما يجعلها مواكبة للتطور العلمي والتقني.وكذلك الانفتاح على المجتمع بعمل دورات علمية في مجال التخصص ودورات التعليم المستمر لإفادة العاملين في مجال البناء والإنشاءات بمختلف مستوياتهم وتقديم الاستشارات الهندسية للمشاريع الهندسية المختلفة وإعداد التصاميم الهندسية للمشاريع المختلفة.

### تأسيس القسم
تأسس قسم هندسة تقنيات البناء والانشاءات في العام الدراسي 2014-2015 وضمن عام التأسيس تم استضافة  طلبة الكلية التقنية الموصل بواقع مرحلتين الثالثة والرابعة لنفس العام.  استقبل القسم طلبة المرحلة الأولى للعام الدراسي 2015-2016 .

### نظام القبول
يستقبل قسم هندسة تقنيات البناء والإنشاءات ضمن مدخلاته الاصناف المدرجة ادناه:

أولاً: الخريجون الأوائل من المعاهد التقنية وكما مدون أدناه:
• يقبل في السنة الدراسية الثانية مباشرة خريجو قسم التقنيات المدنية / فرع البناء والإنشاءات فقط ويطالبون بمادة الجيولوجيا الهندسية دواماً وامتحاناً.
•يقبل في السنة الدراسية الأولى خريجو قسم التقنيات المدنية / فرعي الرسم الهندسي وإنشاء الطرق.
•يقبل في السنة الدراسية الأولى خريجو قسم المساحة.
•يقبل في السنة الدراسية الأولى خريجو قسم الري وتشغيل مشاريع المياه.
ثانياً: يقبل في السنة الدراسية الأولى خريجو الدراسة الإعدادية / الفرع العلمي (التطبيقي) حصراً.
ثالثاً: يقبل في السنة الدراسية الأولى الخريجون الأوائل من المعاهد الأخرى من خارج معاهد هيئة التعليم التقني.

### تهيئة الخريجين
يهيئ القسم طلبته الخريجين لدخول سوق العمل والضلوع للقيام بالمهمات الهندسية مثل التصميم والاشراف على تنفيذ كافة فقرات الأعمال التابعة للمشاريع الهندسية كالأبنية والجسور والطرق والمطارات والأنفاق والسدود والمنشآت الهيدروليكية ووحدات البناء المصنع ووحدات الخرسانة مسبقة الجهد. واجراء كافة الفحوصات الحقلية والموقعية والمختبرية (الاتلافية وغير الاتلافية) على كافة المواد الانشائية والتربة وقراءة نتائجها ومطابقتها مع المواصفات القياسية. كما يمكن لخريجنا قراءة وتهيئة وتنفيذ الخرائط الإنشائية والمعمارية وحساب كمياتها وكلفها وإبرام العقود للمشاريع وباستعمال الحاسب بشكل موسع. وكذلك تنظيم وإدارة المشاريع الإنشائية المختلفة وبطرق حديثة وباستعمال الحاسب والإلمام بالأساليب المهنية في أعمال البناء إضافة إلى دراسة المكائن الإنشائية من حيث إنتاجيتها وكلف تشغيلها وطرق استعمالها. يركز القسم على التقنيات الحديثة اثناء التدريس مما يتيح للخريج التعامل مع مواد الإنشاء الحديثة والبدائل الجديدة المتوفرة محلياً والمواد المضافة في الأعمال الخرسانية وأعمال تثبيت التربة للمشاريع المهمة. وصيانة الأبنية والطرق والمشاريع الأخرى والسيطرة على موضوع التلوث البيئي باعتباره مشكلة من مشاكل العصر. واخيرا فان خريج قسمنا قادر على استعمال أجهزة المساحة الحديثة بشكل موسع لتهيئة المخططات والمرتسمات الطوبوغرافية وتقسيم الأراضي وتحديد مسارات الطرق ورسم المقاطع الطولية والعرضية.

### رؤيا القسم
ان يكون القسم متميزاً ورائداً في مجال هندسة تقنيات البناء والانشاءات لأسناد سوق العمل بمهندسين تقنيين قادرين على مواكبة التكنلوجيا المتسارع في مجال البناء والانشاءات.

### رسالة القسم
اعداد مهندسين تقنيين لهم القدرة على استخدام التقنيات والاساليب الحديثة في تصميم وتنفيذ وصيانة كافة المشاريع الهندسية وعلى إدارة وتشغيل الوحدات الانتاجية المتخصصة بإنتاج المواد الانشائية والانظمة الانشائية الجاهزة والقدرة على فحص مواد البناء والإنشاء بمختلف انواعها.

### الأهداف الخاصة للقسم
يهدف هذا التخصص إلى منح شهادة بكالوريوس هندسة تقني وتخريج ملاكات هندسية تقنية (مهندس تقني) لها القدرة على تصميم وتنفيذ وصيانة كافة مشاريع الهندسة المدنية.
يهدف هذا التخصص إلى منح شهادة الماجستير في تخصص (مواد البناء) وتخريج ملاكات هندسية اكاديمية لها القدرة العالية في مجال البحث العلمي والاستفادة القصوى من خواص مواد البناء واختباراتها المختبرية الحقلية.

### الأهداف العامة للقسم
إجراء البحوث العلمية في مختلف التخصصات المدنية مع التركيز على البحوث التطبيقية بما يجعلها مواكبة للتطور العلمي والتقني.
الانفتاح على المجتمع بعمل دورات علمية في مجال التخصص ودورات التعليم المستمر لإفادة العاملين في مجال البناء والانشاءات بمختلف مستوياتهم.
تقديم الاستشارات الهندسية للمشاريع الهندسية المختلفة واعداد التصاميم الهندسية للمشاريع المختلفة.

### توصيف عمل الخريج
1. التصميم والاشراف على تنفيذ كافة فقرات الأعمال التابعة للمشاريع الهندسية كالأبنية والجسور والطرق والمطارات والأنفاق والسدود والمنشآت الهيدروليكية ووحدات البناء المصنع ووحدات الخرسانة مسبقة الجهد.
2. إجراء كافة الفحوصات الحقلية والموقعية والمختبرية (الاتلافية وغير الاتلافية) على كافة المواد الانشائية والتربة وقراءة نتائجها ومطابقتها مع المواصفات القياسية.
3. قراءة وتهيئة وتنفيذ الخرائط الإنشائية والمعمارية وحساب كمياتها وكلفها وإبرام العقود للمشاريع وباستعمال الحاسب بشكل موسع.
4. تنظيم وإدارة المشاريع الإنشائية المختلفة وبطرق حديثة وباستعمال الحاسب والإلمام بالأساليب المهنية في أعمال البناء إضافة إلى دراسة المكائن الإنشائية من حيث إنتاجيتها وكلف تشغيلها وطرق استعمالها.
5. التعامل مع مواد الإنشاء الحديثة والبدائل الجديدة المتوفرة محلياً والمواد المضافة في الأعمال الخرسانية وأعمال تثبيت التربة للمشاريع المهمة.
6. صيانة الأبنية والطرق والمشاريع الأخرى والسيطرة على موضوع التلوث البيئي باعتباره مشكلة من مشاكل العصر.
7. استعمال أجهزة المساحة الحديثة بشكل موسع لتهيئة المخططات والمرتسمات الطوبوغرافية وتقسيم الأراضي وتحديد مسارات الطرق ورسم المقاطع الطولية والعرضية.

دراسات عليا
دراسات عليا للحصول على شهادة الماجستير في هندسة تقنيات البناء والانشاءات -ثلاث تخصصات (الانشاءات والجيوتكنيك والطرق والجسور)

## قسم هندسة تقنيات القدرة الكهربائية

### رؤيا القسم
يسعى القسم إلى بناء كفاءات هندسية عاملة وفعالة تمتلك المهارات الهندسية والفنية والعلمية في تخصص الطاقة الكهربائية وذلك خدمة لاحتياجات المجتمع وما تتطلبه المشاريع الحكومية والخاصة في الدولة. وبهذا تتبع إستراتيجية القسم فيتحقيق وانجاز تطلعات الجامعة التقنية الوسطى في اعداد الكوادر الهندسية الكفوءة متحصنة بالعلم والمهارات العملية بما يمكنها من القيام بدورها في التنمية الاقتصادية والاجتماعية الدافعة للتطور والتحديث وما يتطلبه سوق العمل.

### رسالة القسم
1- تأهيل الخريجين فنياً وعلمياً وفق المعايير والمتطلبات الجامعية.
2- تقوية العلاقات مع القطاع الخاص من خلال اقامة معارض وورش عمل فضلاً عن فتح منافذ للعمل.
3- التفكير في إنشاء فروع تخصصية تلبي متطلبات سوق العمل.
4- مواكبة الحداثة العالمية في البرامج والخطط الدراسية والتركيز على الجوانب العملية كالابتكارات والتجارب.

### اهداف القسم
1- اعداد كوادر هندسية عملية لما يتطلبه سوق العمل سريع التفكير وتمليكها مهارات ذات مستوى عالي وقادر من خلال ما تقدمه من برنامج تدريسي.
2- ازالة كافة العوائق التي تسبب في تلكأ البرنامج التدريسي.
3- استخدام برنامج تعليمي مرن يأخذ بنظر الاعتبار الظروف المحيطة والاستفادة من الوسائل الحديثة لتوصيل العلم والمعرفة.
4- حث الطلبة على الالتزام والمتابعة والابتكار والإنجاز واستخدام برامج التمثيل في الحاسبات لمواكبة تطور الدراسات البحثية.
5- فتح قنوات حوارية علمية وتعليمية وعقد مناظرات فنية تقنية مع الجامعات الداخلية والخارجية ذات العلاقة بالاختصاص.
6- العمل على تعزيز معايير الاداء بما يتضمن تطبيق المعايير الدولية في مجال هندسة تقنيات القدرة الكهربائية.

### دراسات عليا
دراسات عليا للحصول على شهادة الماجستير في هندسة تقنيات القدرة الكهربائية

## قسم هندسة تقنيات ميكانيك القدرة (المضخات سابقا لحد عام 2019)

### أهداف القسم
يهدف هذا القسم إلى أعداد ملاكات هندسية تقنية مؤهلة في تصميم وفحص ونصب وتشغيل وصيانة مختلف أنواع الآلات والمكائن وملحقاتهما بمختلف أنواعها.

### الشهادة التي يمنحها القسم
مدة الدراسة في القسم هي اربع سنوات بنظام سنوي يمنح بعدها الخريج شهادة بكالوريوس هندسة تقنيات القدرة الميكانيكية ويحمل الخريج صفة زميل في نقابة المهندسين العراقية تحت تخصص هندسة ميكانيكية.

### مواصفات الخريج
يؤهل الخريج في هذا التخصص للقيام بالأعمال الهندسية التالية:
1. فحص ونصب وتصميم وتشغيل الآلات والمكائن بكافة انواعها. 
2. تشغيل لوحات السيطرة الكهربائية للمكائن وملحقاتهما.
3. له القابلية على العمل في المصانع الانتاجية وحدات إنتاج الطاقة الكهربائية.

#### نظام القبول
• خريجوا الدراسة الإعدادية الفرع العلمي.
• الطلبة الخمسة الأوائل من خريجوا الإعدادات المهنية/ فرع الميكانيك.
• الطلبة العشرة الأوائل من خريجي المعاهد التقنية والمتميزون من موظفي الدولة خريجي هيئة التعليم التقني للتخصصات التالية:
- قسم المكائن والمعدات- فرع تشغيل المضخات.
- قسم المكائن والمعدات – فرع السيارات.
- قسم الميكانيك – فرع الإنتاج.
• العشرة الأوائل والمتميزون من موظفي دوائر الدولة من خريجي معهد التدريب النفطي للتخصصات التالية:
▪︎ قسم الميكانيك
▪︎ فرع المضخات والتوربينات.
▪︎ قسم الميكانيك- فرع السيارات والمعدات الثقيلة.

## هندسة تقنيات المكائن والمعدات (المكائن والمعدات الزراعية سابقا لحد عام 2019)

### أهداف القسم
يهدف القسم إلى تأهيل وتدريب الطلبة نظرياً وعملياً على تشغيل المكائن والآلات في جميع المجالات بشكل صحيح علمياً وفنياً، وصيانة وتصليح كافة المكائن والآلات، وإدارة واستغلال واستخدام المكائن بشكل أمثل، إضافة إلى التدريب على العمليات الخدمية كاللحام والبرادة والخراطة، واحترام العمل اليدوي في الحقل والورشة والمختبر.

### نظام القبول
• يشترط في المتقدم أن يكون خريج الدراسة الإعدادية – الفرع العلمي
• الأوائل الثلاث من اعداديات الزراعة والصناعة.
• الطلبة الأوائل من المعاهد التقنية الزراعية وفق ضوابط محدده من قبل دائرة القبول المركزي في وزارة التعليم العالي والبحث العلمي.

## قسم تقنيات الإنتاج النباتي

### رؤيا القسم
إنشاء قسم تقنيات الإنتاج النباتي يكون بمثابة مركز إشعاع علمي وحضاري وفكري مؤثر يغذي المجتمع العراقي بشكل خاص والمجتمع العربي بشكل عام بمخرجات تقنية كفوءة تلبي احتياجهم كما ونوعا مزودة بمستلزمات التعليم العالي الجودة ويمتلك مختبرات نموذجيـــة لتدريب الطلبة، شبكة إنترنت، سبورات ذكية، كوادر تقنية متخصصة ذات شهادات عليا تمتلك مهارات علميــــة في مجال التخصصات الزراعية وتعتمد نظام التعليم المفتوح والتعليم عن بعد.

### رســالة القسم
تهيئة كوادر تقنية زراعية مسؤولة عن تطوير الزراعة مزودة بمهارات عملية وتقنية تؤهلها من تنفيذ الخطط والبرامج الزراعية ولها القابلية على الإبداع المستمر من خلال استخدام التقنيات الحديثة لضمان استمرار النجاح والتطور.

### أهــــداف القسم
إعداد ملاكات تقنية مؤهلة في تخصص التقنيات الحياتية النباتية فــي مجالات تحسين وإكثار النبات وانتاج المحاصيل الحقلية والبستانية وحماية النبات من الآفات والأمراض.
يهدف القسم إلى تخريج كادر قادر على العمل بالمحاور الأساسية في علم التقنيات الحياتية النباتية وعلى النحو التالي:
1- برامج الهندسة الوراثية لتحسين الإنتاج النباتي.
2- مشاريع إنتاج المحاصيل الحقلية والبستانية.
3- مشاريع تربية النحل.
4- إدارة الحقول والمشاريع الزراعية.
5- العمل في مختبرات تدريج الحبوب.
6- استخدام الأنفاق والبيوت البلاستيكية في إنتاج محاصيل الخضر.
7- العمل في المشاتل وإكثار نباتات الزينة.

## قسم تقنيات الإنتاج الحيواني

### رؤيــــــــــــــا القسم
إنشاء قسم الإنتاج الحيواني يكون بمثابة مركز إشعاع علمي وحضاري وفكري مؤثر يغذي المجتمع العراقي بشكل خاص والمجتمع العربي بشكل عام بمخرجات تقنية كفوءة تلبي احتياجاتهم كما ونوعا.ويضم فروعا تخصصية (إنتاج حيواني وصحة حيوانية)مزودة بمستلزمات التعليم العالي الجودة (مختبرات نموذجية لتدريب الطلبة، شبكة انترنيت، كوادر تقنية متخصصة ذات شهادات عليا تمتلك مهارات علمية في مجال التخصص ……الخ) وتعتمد نظام التعليم المفتوح والتعليم عن بعد

### رســــــــــــالة القسم
تهيئة كوادر تقنية زراعية مسؤولة عن إدارة الحقول الحيوانية المختلفة الأبقار والأغنام والدواجن وإدارة مراكز التلقيح الاصطناعي والمفاقس والمزارع السمكية والمجازر الحيوانية (الصغيرة والكبيرة) والمستوصفات والعيادات البيطرية مزودة بمعارف اكاديمية ومهارات عملية تؤهلها للعمل وإدارة المرافق اعلاه والخطط والاهداف إلى فعل وعمل بدرجة جودة عالية ويكون كحلقة وصل بين المدير والموظفين تتولى ترجمة خطط واهداف المنظمة وفكر المدير إلى فعل وانجاز من فبل العاملين.

### هدف القسم
تهيئة كوادر تقنية موهلة لممارسة الأنشطة المتعلقة سواء في دوائر الدولة أو القطاع الخاص .

### توصيف عمل الخريج
1_ ممارسة الأنشطة الخاصة بالفحص بالفحص النوعي والكمي للمواد العلفية ومطابقتها مع المواصفات المطلوبة
2_ ممارسة الأنشطة المتعلقة بإدارة الحقول الحيوانية والمستوصفات البيطرية
3_ خزن المواد العلفية باستخدام تقنيات التخزين المختلفة وتوفير الظروف الملائمة لها
4_ مسك سجلت الحقول الحيوانية المختلفة وتنظيم المستندات الخاصة بها وحفظها
5_ ممارسة الأنشطة المتعلقة بإدارة المجازر الحيوانية والمستوصفات البيطرية
6_استخدام البرامجيات الحاسوبية الخاصة بإدارة الحقول الحيوانية والأعلاف
7_ استخدام دراسة السوق لمعرفة احتياجات ورغبات المستهلكين من المنتوجات الحيوانية (لحوم، بيض، حليب، الخ)
8_المساهمة في معالجة الأمراض الوبائية التي تصيب الحيوانات المزرعية المختلفة وإعطاء اللقاحات والتحصينات لغرض الوقاية والحد من انتشار الأمراض المختلفة التي تنتقل عن طريق الحيوانات ومنتجاتها إلى المستهلكين
9_ ممارسة الأنشطة المتعلقة بعمليات تصنيع الألبان وفق الأساليب العلمية المتطورة وتوفيرها وفقا لخطط الإنتاج وعلى ضوء البيانات المتوفرة من دراسات السوق
10_ ممارسة الانشطة المتعلقة بادارة حقول الدواجن والمفاقس التابعة لها
11_ ممارسة الأنشطة المتعلقة بادارة مراكز التلقيح الاصطناعي والخدمات المتعلقة بتقديم خدمات التلقيح الاصطناعي

## قسم تقنيات التربة والمياه

### أهداف القسم
يهدف القسم إلى اعداد ملاكات تقنية تلم بالمعارف التقنية في مجالات إدارة الترب والمياه واحتساب المقننات المائية لمختلف المحاصيل وتصنيف الترب وادارتها واستخدام نظم الري الحديثة ويكون توصيف الخريج كما يأتي:
1- استخدام تقنيات الري الحديثة للوصول إلى اعلى كفاءة ري .
2- العمل في مجال إدارة مشاريع استصلاح الأراضي
3- العمل في مجال التحاليل المختبرية للتربة والمياه
4- العمل في مجال تحديد قابليات الترب الانتاجية
5- العمل في مجال تحديد صلاحيات مياه الري

### الشهادة التي يمنحها القسم
بكالوريوس تقنيات التربة والمياه

## قسم تقنيات المقاومة الإحيائية

### أهداف القسم
يهدف القسم لاعداد ملاكات تقنية تلم بالمعارف الفنية في مجالات مكافحة الافات والامراض التي تصيب المحاصيل الزراعية بطرق تواكب التوجهات الحديثة في المكافحة عن طريق استخدام تقنيات المقاومة الاحيائية بديــــــــــلا عن استخدام المبيدات الكيمياوية والمساوئ الناجمة عنها كالتلوث البيئي والتأثير الضار على صحة الإنسان والحيوانات غير المستهدفة كالاسماك والنحل وغيرها.

### الشهادة التي يمنحها القسم
يمنح شهادة البكلوريوس تقني في تقنيات المقاومة الاحيائية

### دراسات عليا
دراسات عليا للحصول على شهادة الماجستير في الإنتاج النباتي – المقاومة الاحيائية بفرعيها الامراض النباتية والحشرات

## رؤيا الكلية
تطمح الكلية التقنية/ المسيب لتكون منارة علم نافع لجيل الغد الواعد المنتسبين لها عند تخرجهم لسوق العمل لبناء الوطن بكفاءة وتميز وقدرة وابتكار وتحديث، ومركزاً ريادياً عالمياً في البحث العلمي، وقاعدة فاعلة لخدمة المجتمع وقيادته، بما يسهم في تحقيق التنمية المستدامة، والبناء العلمي للطالب، وتطوير عناصر البنية التحتية بحيث تصبح الجامعة بيئة جاذبة للطلبة، وتنظر الجامعة للإسهام محلياً وعالميا في إثراء المعارف والعلوم، والمشاركة الفاعلة في كل ما يخدم المجتمع والإنسان.